# Yvon Biefnot
Yvon L.E. Biefnot (ur. 28 lutego 1936 w Ghlin w gminie Mons) – belgijski polityk i samorządowiec, parlamentarzysta, w latach 1997–1999 przewodniczący Parlamentu Walońskiego.

## Życiorys
Zawodowo pracował jako urzędnik i pracownik socjalny, kierował związkiem pracowników socjalnych w regionie Borinage. Zaangażował się w działalność Belgijskiej Partii Socjalistycznej i następnie walońskiej Partii Socjalistycznej. Od 1971 do 1976 członek rady miejskiej i schepen w Wasmes, które w 1977 została połączona w większą gminę Colfontaine. W tej gminie przez wiele lat także był radnym, a od 1982 do 2003 burmistrzem. W latach 1977–1995 zasiadał w Izbie Reprezentantów, jednocześnie w latach 1982–1986 i 1988–1995 członek Zgromadzenia Parlamentarnego Rady Europy. Jako parlamentarzysta z urzędu zasiadał także w Parlamencie Wspólnoty Francuskiej oraz Radzie Regionu Walońskiego (w 1995 przekształconej w Parlament Waloński). Po usamodzielnieniu ostatniej legislatywy był jej członkiem od 1995 do 1999, zaś od 1997 do lipca 1999 przewodniczącym (zastąpił Guya Spitaelsa). W 2003 wycofał się z polityki.
Oficer Orderu Leopolda IV klasy.